# Thorleif Ranum
Thorleif Johan Ranum, född 17 november 1924 i Trondheim, Norge, död 11 september 2006 i Vallentuna, var en norsk-svensk direktör.
Ranum var son till disponenten Thorleif Ranum och Margit Paulsen. Efter studentexamen 1944 gick han befälsskola där han tog examen 1944 följt av krigsskolan i Oslo där han gick ut 1946. Han blev kamrersassistent hos A/S Lauritsen & Sörensen 1947 och fortsatte som försäkringsinspektör hos Försäkringsbolaget Brage 1947–1948.
Till Nordiska kompaniet kom han 1948 och var där kontorist och kamrer; under denna tid diplomerades från Handelshögskolan i Stockholm (DHS) 1952. År 1953 slutade han på NK och var sedan verksam hos Holst & Pedersen AB 1954–1959 där han var kamrer och disponent. Till I G Holst AB kom han som disponent 1959 och blev vice VD 1964.
Han hade också andra uppdrag. Han var styrelseledamot i SKP-gruppen inom Kontorsmaskinhandlarföreningen från 1964. Som informations- och säkerhetsofficer var han verksam vid Y-regiment B AF Tyskland 1946–1947. Han hade utmärkelsen NDM med rosett.
Thorleif Ranum var första gången gift 1948–1958 med Maj-Britt Arnsbjer (född 1928), syster till Tage Arnsbjer, andra gången 1958 med Ulla Söderwall (1923–1982), förut gift med Sune Waldimir och Tage Arnsbjer, dotter till fastighetsskötaren Fingal Söderwall och Rut Höglund, samt tredje gången 1983 med första hustrun Maj-Britt Arnsbjer igen. Han hade barnen Peggy (född 1947), Tommy (född 1949), Harald (född 1952) och Thorleif (född 1959).